# Puhatu
Puhatu − wieś w Estonii, w prowincji Virumaa Wschodnia, w gminie Illuka.